# リニーの戦い
リニーの戦い （リニーのたたかい、仏：Bataille de Ligny、独：Schlacht bei Ligny ）は、1815年6月16日にベルギー中部の村リニー付近で行われた戦い。フランス皇帝ナポレオン1世率いるフランス軍が、ブリュッヘル率いるプロイセン軍を破った。ナポレオン最後の戦いとなったワーテルローの戦いの前哨戦のひとつであり、ナポレオンが最後の勝利を飾った戦いでもある。

## 概要
1815年2月、エルバ島で監視下に置かれていたナポレオンは島を脱出し、翌3月、パリに帰還、フランス皇帝に復位した。ナポレオンの再挙を知った列国は第七次対仏大同盟を結成し、フランス国境に大兵力を集結させた。ベルギー方面にはイギリス・オランダ連合軍とプロイセン軍、その南には別のプロイセン軍を主力とした北ドイツ軍団、ライン正面にはオーストリア軍を主力としたライン方面軍、北イタリア方面にはオーストリア軍がそれぞれ展開し、さらにライン正面に向けてロシア軍が東から接近しつつあった。同盟側の作戦行動にはまだ時間がかかると判断したナポレオンは、同盟軍の機先を制することとした。6月11日、ベルギー方面にいるウェリントンのイギリス・オランダ連合軍とブリュッヘルのプロイセン軍を最初に撃破すべく、ナポレオンは12万人の兵を率いてパリを出撃した。
6月14日、フランス軍はブリュッセルの南30キロメートルのシャルルロワ付近に集結した。シャルルロワはイギリス・オランダ連合軍とプロイセン軍の中間に位置し、どちらにも対応できる地であった。ナポレオンは、両軍が合流する前に各個撃破を狙った。ナポレオンは、フランス軍左翼を率いるネイに対して、北上して要地カトル・ブラの十字路をすみやかに確保するとともに、確保後の状況に応じ、東に旋回してプロイセン軍の側背を突くように命じた。ナポレオン自身は北東方面にいるプロイセン軍攻撃に向かった。6月16日、ナポレオンはリニー付近でプロイセン軍と戦闘になり、午後までに敵軍を動揺させることに成功した。ナポレオンは、カトル・ブラを確保しているはずのネイにプロイセン軍の側背を攻撃するように命じた。しかし、イギリス・オランダ連合軍に苦戦していたネイは、いまだカトル・ブラを確保できないでいた（カトル・ブラの戦い）。結局、ネイはリニーの戦場には間に合わず、ナポレオンはプロイセン軍を撃滅する決定機を逸してしまった。夜になると、ナポレオンの猛攻に耐えきれなくなったプロイセン軍は北方に向けて退却した。戦闘でブリュッヘルが負傷し、参謀長のアウグスト・フォン・グナイゼナウが代わりに指揮を執っていた。プロイセン軍は中央部が崩されたものの、両翼は健在だった。ナポレオンはグルーシーに命じプロイセン軍を追撃させるとともに、自身はネイと合流した。リュッツォウ義勇部隊を指揮するリュッツォウ中佐は、1個騎兵旅団を率い、リニーの戦いに参戦したが、重傷を負い、フランス軍の捕虜となった。
プロイセン軍の敗戦を知ったウェリントンはカトル・ブラを放棄して北方に兵を退き、ワーテルローに防御陣地を敷いた。退却したプロイセン軍は、リニーの北20キロメートルのワーヴルで態勢を整えた。このプロイセン軍は、6月18日のワーテルローの決戦において、ナポレオンの敗北に決定的な役割を果たすことになる。